# The Ingrate (film 1914)
The Ingrate è un cortometraggio muto del 1914 diretto da Tom Ricketts.

## Produzione
Il film fu prodotto dall'American Film Manufacturing Company come Flying A.

## Distribuzione
Distribuito dalla Mutual, il film - un cortometraggio in due bobine - uscì nelle sale cinematografiche statunitensi il 30 settembre 1914.